# RMS Titanic
RMS Titanic bio je britanski prekooceanski brod koji je potonuo u sjevernom Atlantskom oceanu u ranim jutarnjim satima 15. travnja 1912. godine nakon sudara s ledenjakom, za vrijeme svojega prvoga putovanja iz Southamptona u New York. Procjenjuje se da je u to vrijeme na brodu bilo 2224 putnika i članova posade, od kojih je više od 1500 poginulom, što potonuće čini jednom od najgorih putničkih pomorskih katastrofa u novjekovnoj povijesti. RMS Titanic bio je najveći brod u vrijeme svoga potonuća i drugi od triju brodova tzv. Olimpijske klase prekooceanskih brodova koje je naručila tvrtka White Star Line. RMS u imenu stoji za Royal mail steamer, što je u to vrijeme bila oznaka za brodove ugovorene za prijevoz pošte. Na Titanicu su se nalazili poštanski ured i soba za razvrstavanje pošte u kojima je radilo pet poštanskih službenika (3 iz SAD-a i 2 Britanca).
Titanic je bio izgrađen u brodogradilištu Harland and Wolff u Belfastu. Glavni konstruktor brodogradilišta i dizajner Titanica Thomas Andrews poginuo je u potonuću.
Titanicom je zapovijedao kapetan Edward Smith, koji je također poginuo. Brod je prevozio neke od najimućnijih ljudi svijeta, kao i stotine iseljenika iz Ujedinjenog Kraljevstva, Skandinavije i cijele Europe na putu za Sjedinjene Američke Države. Smještaj za putnike prvoga razreda bio je vrhunac udobnosti i raskoši, s teretanom, bazenom, knjižnicom, otmjenim restoranima i uređenim kabinama. Marconijeva bežična telegrafija visoke snage omogućavala je putnicima slanje brzojava i komunikaciju s drugim brodovima. Premda je Titanic imao napredne sigurnosne značajke poput vodonepropusnih pregrada i daljinski zatvaranih vodonepropusnih vrata, zbog zastarjelih pomorskih sigurnosnih propisa imao je čamaca dovoljno za svega 1178 ljudi, što je bila trećina njegova kapaciteta. Brod je imao 16 soha (malih dizalica) za čamce koji su mogli spustiti po tri čamca svaki, ukupno 48 čamaca. Međutim, Titanic je nosio samo 20 čamaca, četiri od kojih su bili pomoćni i za vrijeme nesreće izuzetno problematični za poniranje zbog njihove nepristupačnosti sohama.
Nakon isplovljavanja iz Southamptona 10. travnja 1912. Titanic je pristao u Cherbourg u Francuskoj i Queenstown (danas Cobh) u Irskoj prije nego što se zaputio prema New Yorku. Četvrtoga dana putovanja, 14. travnja, otprilike 600 kilometara južno od Newfoundlanda udario je u ledenjak u 23:40 sati po brodskom vremenu. Sudar je prouzrokovao svijanje ploča trupa prema unutra duž prve polovice desne strane broda i prodor vode u pet od šesnaest vodonepropusnih odjeljaka, dok je brod mogao izdržati samo četiri poplavljena odjeljka. Uslijedilo je ukrcavanje putnika i nekih članova posade u čamce od kojih su mnogi spušteni djelomično popunjeni. Većina muškaraca ostala je na brodu zbog protokola „djeca i žene prvi” koji je uveden prije evakuacije. Iako je statistički gledano uistinu stradalo najviše muškaraca, na mogućnost ukrcavanja u pomoćne čamce znatno utjecao i položaj na brodu, fizički i društveni položaj, na kojem se netko u trenutku evaluacija nalazio, kao i razred u kojem je putovao. Najviše je preživjelih, žena, muškaraca i djece, bilo među putnicima 1. razreda, dok su putnici 3. razreda nastradali u najvećem postotku, a njih je na brodu bilo i najviše. Isto tako, s obzirom na to da posada nije nikada uvježbavala rutinu evakuacije, vježba je bila zakazana za 14. travnja, ali ju je kapetan otkazao da bi ljudi mogli ručati, nastala je velika pomutnja prilikom ukrcavanja u pomoćne čamce. Mnogi nisu bili sigurni mogu li pomoćni čamci uistinu izdržati spuštanje u ocean ako je na njih ukrcan predviđeni maksimum putnika pa je većina pomoćnih čamaca spušteno iako nisu bili u potpunosti puni. U 2:20 brod se prepolovio između trećega i četvrtoga dimnjaka i potonuo s preko tisuću ljudi koji su još uvijek bili na njemu. Za manje od dva sata nakon što je Titanic potonuo, Cunardov brod RMS Carpathia, koji je plovio na liniji New York City – Rijeka, stigao je i iz vode izvukao 705 preživjelih. 
Novost o katastrofi ostavila je cijeli svijet u šoku i bijesu zbog ogromnog gubitka života i regulatornih te operativnih grešaka koje su do njega dovele. Javne istrage u Ujedinjenom Kraljevstvu i u Sjedinjenim Američkim Državama koje su uslijedile dovele su velika poboljšanja u pomorskoj sigurnosti. Jedna od najvažnijih posljedica je utvrđivanje Međunarodnoga sporazuma za sigurnost života na moru (SOLAS-a) 1914. godine, kojim je propisano osiguravanje pomorske sigurnosti. Također, uvedeno je nekoliko novih telegrafskih propisa diljem svijeta radi izbjegavanja pogrešaka u komunikaciji u budućnosti, a bez kojih se moglo spasiti mnogo više putnika.
Olupina Titanica otkrivena je 1985. godine (više od 70 godina nakon katastrofe) tijekom misije američke vojske. Brod se prepolovio i tijekom potonuća raspao, pramac i krma se nalaze na udaljenosti od 800 m, na dubini od 3784 m. Pramac i krmu okružuje i više hrpa krhotina. Od otkrića ostataka Titanica, s olupine i iz hrpa krhotina izvađene su tisuće artefakata i prikazuju se u muzejima diljem svijeta. Titanic je postao najpoznatiji brod u povijesti; sjećanje na njega čuvaju brojne knjige, pjesme, filmovi, izložbe i spomenici. Titanic je druga najveća olupina prekooceanskoga broda na morskome dnu. Prva je njegov srodni brod HMHS Britannic koji je korišten kao bolnički brod kada je potonuo. Posljednja živuća osoba koja je preživjela nesreću, Millvina Dean (tada stara dva mjeseca), umrla je 2009. godine, u dobi od 97 godina.

## Pozadina
RMS Titanic ime je dobio po Titanima iz starogrčke mitologije. »RMS« u imenu stoji za Royal mail steamer što je u to vrijeme bila oznaka za brodove ugovorene za prijevoz pošte. Zato se na Titanicu nalazio poštanski ured te soba za razvrstavanje pošte u kojima je radilo pet poštanskih službenika, troje iz SAD-a i dvoje Britanaca. Na Titanic je, s obzirom na činjenicu da je bio ugovoren za prijevoz pošte, bilo ukrcano 3364 vreća s poštom (pisma i pošiljke), a posao poštanskih službenika je bio razvrstavanje pošte, kao i briga o novoj pošti koju su stvarali putnici i posada. Izgrađen u Belfastu, Irskoj, u tadašnjemu Ujedinjenom Kraljevstvu Velike Britanije i Irske, Titanic je drugi od triju prekooceanskih brodova Olimpijske klase; prvi je bio RMS Olympic, a treći HMHS Britannic. U početku se Britannic trebao zvati Gigantic i biti duži od tisuću stopa (305 m). Godine 1912., bili su daleko najveća plovila u floti britanske pomorske tvrtke White Star Line koja se sastojala od 29 brodova. O gradnji triju brodova prvi put su raspravljali upravitelj White Star Linea J. Bruce Ismay i američki ulagač J. P. Morgan koji je upravljao matičnom tvrtkom White Stara, International Mercantile Marine Co. (IMM).
White Star Line sve više se suočavao s izazovima najvećeg konkurenta Cunarda koji je nedavno porinuo Lusitaniju i Mauretaniju – najbrže putničke brodove na svijetu. Njemački prijevoznici Hamburg America i Norddeutscher Lloyd nisu bili predaleko od Cunarda. Umjesto brzinom, Ismay je namjeravao konkurirati veličinom, stoga je predložio komisiji novu klasu brodova koji će biti veći od bilo čega što je dosad plovilo na morima, a pored toga i zadnji odgovor udobnosti i raskoši. Tvrtka je htjela poboljšati svoju flotu pretežito da odgovori na Cunardove divove, ali i da ujedno zamijeni svoj najstariji par putničkih brodova koji su još uvijek bili u službi: SS Teutonic iz 1889. i SS Majestic iz 1890. Olympic je zamijenio Teutonic, a Titanic Majestic. Nakon gubitka Titanica, Majestic će se vrati na svoje staro mjesto na liniji Southampton – New York.
Brodove je izgradila belfastska brodograđevinska tvrtka Harland and Wolff koja je surađivala s White Starom još od 1867. godine. Harland and Wolff uvijek je mogao računati na kreativnu slobodu kada je dizajnirao brodove za White Star Line; inače bi naručitelj izradio koncept i dao Harland and Wolffu da ga pretvori u nacrt broda. Istu slobodu dobili su i po pitanju proračuna: Harland and Wolffu omogućeno je da potroši na brodove koliko god treba sredstava, plus dodatnih pet posto kao profit. Za Olimpijsku klasu brodova, dogovorena cijena iznosila je tri milijuna funti (340 milijuna funti u vrijednosti 2018. godine) za prva dva broda plus »ugovorna naknada« i uobičajena provizija od pet posto.
Harland and Wolff postavio je svoje vodeće arhitekte na projekt. Projektiranje je nadgledao William Pirrie, direktor Harland and Wolffa i White Star Linea; pomorski arhitekt Thomas Andrews, šef projektantskog odjela Harland and Wolffa; Edward Wilding, Andrewsov pomoćnik odgovoran za proračune i Alexander Carlisle, glavni tehnički crtač i voditelj brodogradilišta. U Carlisleova zaduženja spadale su dekoracije, oprema i uređenje općenito, uključujući izradu učinkovitih sohi za čamce za spašavanje. Wilding je otpušten nakon Titanicove nesreće zato što je na njega Pierre, ničim zasluženo, svalio krivnju za gubitak broda.
Dana 29. srpnja 1908. godine, Harland and Wolff predstavio je nacrte J. Bruce Ismayu i ostalom vodstvu White Star Linea. Ismay ih je odobrio, dva dana kasnije potpisao ugovore i time započeo gradnju. U tom trenutku prvi brod (Olympic) nije imao ime, nego samo oznaku »Broj 400«, budući da je to bio 400. trup kojeg je gradio Harland and Wolff. Pored broja 400 ubrzo je položena kobilica broj 401, Titanic.

## Kratko putovanje
Titanic je krenuo iz engleske luke Southampton na svoje prvo prekooceansko putovanje 10. travnja 1912. godine. Titanicovo prvo putovanje trebalo je biti prvo od mnogih prekoatlantskih putovanja toga broda. 
U nastojanju osvajanja Plave vrpce Atlantika na svojemu prvomu putovanju u New York, kapetan Edward John Smith namjerno je krenuo kraćim smjerom, sjevernijim od propisanoga, i time zanemario opasnost od sudara s ledenim santama. Samo četiri dana kasnije, 14. travnja 1912. godine u 23:40 sati, Titanic se pri brzini od 22 čvora sudario sa santom leda, koja mu je probila oplatu, nakon čega je u 2:20 sati i potonuo.

### Broj žrtava
Titanic je nakon sudara poslao poziv u pomoć, a prvi brod koji je stigao u pomoć bio je Carpathia. Od 2223 putnika i članova posade preživjelo ih je samo 706. Poginulo je ili ih se utopilo 1517, od toga 1360 muškaraca te 157 žena i djece, a među njima i 27 Hrvata.
Kod ukrcavanja u čamce za spašavanje pazilo se da – prema izričitoj zapovijedi kapetana Edwarda J. Smitha – žene imaju prednost kod ukrcavanja: kako je potonuće i ukrcavanje na čamce trajalo gotovo tri sata, spašeno je 74 % od svih žena na brodu, 52 % sve djece i 20 % svih muškaraca. Od muških se članova posade spasilo svega 21 %; od 22 žene zaposlene na brodu, spasilo se međutim čak 20. Pripadnost privilegiranoj prvoj klasi putniku je davala otprilike 30 % veću šansu za preživljavanje (uostalom, čamci su se nalazili na gornjim palubama broda, blizu sobama prve klase). Pripadnost ženskom spolu značila je, otprilike, 370 % veću šansu za preživljavanje.
Titanic je pronađen 1985. godine. Pronašli su ga Robert Ballard i Jean-Louis Michel.

## „Proročanstvo” katastrofe
Katastrofu Titanica četrnaest je godina prije „predvidio” Morgan Robertson u svojemu romanu Futility, or the Wreck of Titan. Roman donosi priču o britanskome putničkom brodu Titanu, koji, budući da je bio na glasu kao nepotopiv, nije imao dovoljno čamaca za spašavanje. Na putu prema New Yorku jedne je travanjske večeri udario u santu leda i potonuo u sjevernome Atlantiku. Iako je nakon katastrofe pravoga Titanica ponovno objavio roman, s malim izmjenama, sličnosti su ostale zapanjujuće. Novi brod imao je 66 000 tona istisnine; Robertsonov je imao 70 000 tona istisnine. Stvarni je bio dugačak 882,5 stopa, a izmišljeni 800 stopa. Oba su imala tri elise i brzinu od 24-25 čvorova. Oba su mogla nositi oko 3000 ljudi i oba su imala čamce za spašavanje tek za jedan dio putnika. Oba su bila nazivana i „nepotopivima”.

## Titanicovoraspadanje
Na mogućnost raspadanja olupine ukazali su podvodni istraživači koji su godinama redovno posjećivali ostatke na dnu u kanadskim atlantskim vodama, uočivši širenje hrđe koja je zahvatila mnogo veći postotak površine na kovinskim dijelovima.
Prema nekim tvrdnjama, višestruki pokušaji podizanja Titanica na površinu, kao i odobreni, ali i nezakoniti posjeti turista i lovaca na potopljeno blago, mogli su doprinijeti bržemu korodiranju broda. Međutim, drugi tvrde da je uzrok brzoga hrđanja u inače hladnim vodama i u pojačanomu ribarenju iznad toga područja. Smanjena količina ribe mogla bi biti povezana s narušavanjima ravnoteže mikroorganizama, koji po uginuću padaju na dno i biološkim putem pospješuju koroziju.[nedostaje izvor]
Paluba, časničke kabine i jarbol urušili su se i nestali pod pijeskom, a hrđa je zahvatila i pramac broda.[nedostaje izvor]
Prva digitalna snimka cijele olupine Titanica, napravljena je 2023. godine pomoću novih tehnologija koje omogućuju snimanje dubokog mora. Ova snimka omogućuje jedinstveno trodimenzionalno pregledavanje olupine. Znanstvenici se nadaju da će ova snimka omogućiti otkrivanje novih detalja o nesreći potonuća iz 1912.

## Hrvati naTitanicu
Na Titanicu bilo je 30 hrvatskih putnika, a preživjelo ih je samo troje. Preživjeli su Mara Osman-Banski iz Vagovine pokraj Čazme, Ivan Jalševac iz Topolovca pokraj Siska i Nikola Lulić Draja iz Konjskoga Brda pokraj Perušića. Ivan Jalševac jedini je od preživjelih Hrvata ostavio pisani dokument o tomu događaju.
Popis stradalih i spašenih
| Ime i prezime                   | Dob | Mjesto                      | Zanimanje                      | Preživio/la | Napomena                                        |
| ------------------------------- | --- | --------------------------- | ------------------------------ | ----------- | ----------------------------------------------- |
| Grga Čačić                      | 18  | Široka Kula, kraj Gospića   | poljodjelac                    | ne          |                                                 |
| Luka Čačić                      | 36  | Široka Kula, kraj Gospića   | poljodjelac                    | ne          |                                                 |
| Manda Čačić                     | 21  | Široka Kula, kraj Gospića   | poljodjelka                    | ne          |                                                 |
| Marija Čačić                    | 30  | Široka Kula, kraj Gospića   | poljodjelka                    | ne          |                                                 |
| Bartol Čor                      | 35  | Bribir, Vinodol             | poljodjelac, zidarski radnik   | ne          |                                                 |
| Ivan Čor                        | 27  | Bribir, Vinodol             | poljodjelac, zidarski radnik   | ne          |                                                 |
| Ljudevit Čor                    | 20  | Bribir, Vinodol             | poljodjelac, zidarski radnik   | ne          |                                                 |
| Joso Čulumović                  | 17  | Prvanselo, kotar Perušić    |                                | ne          |                                                 |
| Jovo Ćalić                      | 17  | Brezik, Gospić              |                                | ne          |                                                 |
| Petar Ćalić                     | 17  | Brezik, Gospić              |                                | ne          |                                                 |
| Branko Dakić                    | 19  | Gornji Miholjac             | trgovački pomoćnik             | ne          |                                                 |
| Mirko-Zvonimir Dika             | 17  | Crikvenica, Bribir          | poljodjelac, zidarski pomoćnik | ne          |                                                 |
| Jovan Dimić                     | 52  | Ostrovica, kotar Gospić     | poljodjelac                    | ne          |                                                 |
| Josip Draženović                | 33  | Hrastelnica, Sisak          | poljodjelac                    | ne          | Tijelo pronađeno i pokopano u moru.             |
| Ignjac Hendeković               | 28  | Zdenčec, Čazma              |                                | ne          | Tijelo pronađeno i pokopano u Halifaxu, Kanadi. |
| Ivan Jalševac                   | 29  | Topolovac, Sisak            |                                | da          | Umro 1945. godine u Topolovcu.                  |
| Nikola Lulić                    | 29  | Konjsko Brdo, kotar Perušić |                                | da          | Umro 1962. godine u Hrvatskoj.                  |
| Milan Karajić                   | 30  | Kravarsko, Velika Gorica    |                                | ne          |                                                 |
| Jeka Orešković                  | 28  | Široka Kula, kotar Gospić   | poljodjelka                    | ne          |                                                 |
| Luka Orešković                  | 21  | Široka Kula, kotar Gospić   | poljodjelka                    | ne          |                                                 |
| Marija Orešković                | 20  | Široka Kula, kotar Gospić   | poljodjelka                    | ne          |                                                 |
| Mara Osman-Banski               | 31  | Vagovina, Čazma             |                                | da          | Umrla 1930. godine u SAD-u.                     |
| Stjepan Pavlović                | 32  | Vagovina, Čazma             |                                | ne          |                                                 |
| Matilda Kramarić rođ. Peteranec | 28  | Vagovina, Čazma             | udovica                        | ne          |                                                 |
| Mate Pocrnić                    | 18  | Bukovac, Perušić            | poljodjelac                    | ne          |                                                 |
| Tomo Pocrnić                    | 24  | Bukovac, Perušić            | poljodjelac                    | ne          |                                                 |
| Mile Smiljanić                  | 37  | Smiljanić, Podlapac         | poljodjelac                    | ne          |                                                 |
| Ivan Stanković                  | 33  | Galdovo, Sisak              |                                | ne          |                                                 |
| Ivan Strilić                    | 27  | Široka Kula, kotar Gospić   | poljodjelac                    | ne          |                                                 |
| Stjepan Turčin                  | 38  | Kupinec selo, Kravarsko     | poljodjelac                    | ne          |                                                 |

## Galerija
- Titanic, u southamptonskoj luci prije isplovljavanja
- kapetan Edward John Smith
- smjer plovidbe i koordinate mjesta potapanja
- RMS Carpathia, prvi brod koji je stigao u pomoć Titanicu

## Vanjske poveznice
- Digitalna zbirka Hrvati na Titanicu, arhiv.hr
- Svjedočanstvo Hrvata koji je preživio potonuće Titanica: pušili i pjevali Oj, Savo, Savice, tija vodo ladna ponesi me tamo i onamo..., blagamisterije.com, 14. travnja 2019.
- (engl.) Titanic: Honor & Glory, autentična virtualna rekreacija broda, buduća videoigra
- (engl.) Encyclopedia Titanica
- (engl.) Titanic & Nautical Resource Center  Arhivirana inačica izvorne stranice od 13. ožujka 2016. (Wayback Machine)